# Norbert Alblas
Norbert Alblas (Amstelveen, 12 december 1994) is een Nederlands voormalig voetballer die speelde als doelman. Hij speelde voor Jong Ajax, N.E.C., TOP Oss en Excelsior.

## Clubcarrière

### Jeugd
Alblas maakte in 2011 de overstap van AZ naar de jeugdopleiding van AFC Ajax waar hij instroomde bij de A2. Op 8 augustus 2013 tekende Alblas zijn eerste contract bij Ajax wat hem tot 30 juni 2014 verbond aan Ajax met de optie voor nog een seizoen. Alblas werd in het seizoen 2013/14 opgenomen in de selectie van Jong Ajax. Alblas kreeg in het debuut seizoen van Jong Ajax in de Eerste divisie echter geen speelminuten van trainer Alfons Groenendijk die veelal de voorkeur gaf aan Mickey van der Hart. Na afloop van het seizoen werd de optie in het contract van Alblas gelicht wat hem tot 30 juni 2015 verbond aan Ajax.

### Jong Ajax
Op 19 juli 2014 maakte Alblas zijn officieus debuut voor de hoofdmacht van Ajax in de vriendschappelijke wedstrijd tegen Achilles '29 die met 2-1 werd gewonnen. Op 16 augustus 2014 maakte Alblas zijn debuut in het betaald voetbal voor Jong Ajax in de Eerste divisie-uitwedstrijd bij Fortuna Sittard die met 2-0 werd gewonnen. Op 27 oktober 2014, een dag voor de KNVB Bekerwedstrijd tegen SV Urk, maakte Frank de Boer bekend dat Alblas behoorde tot de 17-koppige wedstrijdselectie. Dit was voor Alblas de eerste keer. In de wedstrijd tegen RKC Waalwijk moest Alblas in de slotfase de wedstrijd noodgedwongen verlaten wegens een blessure. Later bleek dat hij zijn voorste kruisband had afgescheurd waardoor hij in 2015 niet meer in actie kon komen. 
Ondanks zijn blessure bereikte Ajax met Alblas eind mei 2015 een overeenkomst over de verlenging van zijn contract. Zijn contract dat liep tot en met 30 juni 2015 werd met één seizoen verlengd. Na 14 maanden blessureleed maakte hij begin februari 2016 zijn rentree in een oefenwedstrijd van Jong Ajax tegen Ajax zaterdag (3-3), de amateurtak van Ajax. Alblas keepte de eerste helft. Zijn officiële rentree volgde, mede omdat derde doelman André Onana veelal de voorkeur kreeg onder de lat bij Jong Ajax, op 19 augustus 2016. Op die dag speelde Jong Ajax een thuiswedstrijd tegen FC Den Bosch (eindstand 5-2). Alblas droeg tijdens deze wedstrijd tevens de aanvoerdersband. In januari 2017 werd bekend dat doelman Tim Krul, op dat moment op huurbasis bij Ajax, zou vertrekken naar AZ. Hierdoor schoof Alblas door als derde keeper naar het eerste elftal van Ajax. In het seizoen 2017/18 won Alblas met Jong Ajax de Eerste divisie. Hierna liep zijn contract af en verliet hij de club.

### N.E.C.
Op 7 augustus 2018 ondertekende Alblas een contract bij N.E.C. voor twee seizoenen met een optie op nog twee seizoenen. Daar maakte hij op 31 augustus in de met 1-0 gewonnen thuiswedstrijd tegen FC Dordrecht zijn debuut voor de club. Op 28 september 2018 raakte Alblas in de competitiewedstrijd in de Eerste divisie thuis tegen Go Ahead Eagles geblesseerd aan zijn knie en werd vervangen door Marco van Duin. In januari 2019 hervatte hij de training maar liep na een week een gescheurde kruisband op. Alblas kwam niet meer in actie voor N.E.C. en toen de club de optie in zijn contract niet lichtte, zou zijn contract medio 2020 aflopen. 
Op 16 juni ondertekende hij alsnog een nieuw eenjarig contract met een optie op nog een seizoen. Alblas begon het seizoen 2020/21 als eerste keeper, ten faveure van Mattijs Branderhorst. Midden in het seizoen werd Alblas na een aantal foutjes weer tweede keeper. Op 23 mei 2021 promoveerde Alblas met N.E.C. naar de Eredivisie, door in de finale van de play-offs NAC Breda met 1-2 te verslaan.

### TOP Oss
Op 25 juni 2021 ondertekende Alblas een eenjarig contract bij TOP Oss. Op 6 augustus maakte hij in de met 1-0 gewonnen wedstrijd tegen Excelsior zijn debuut voor TOP Oss. Hij miste dat seizoen slechts drie competitiewedstrijden. Hij begon zijn tweede seizoen bij TOP Oss opnieuw als eerste keeper, maar werd in de vierde speelronde gepasseerd voor nieuwe aanwinst Thijs Jansen. Dat bleek de laatste wedstrijd te zijn waarin hij bij de wedstrijdselectie zat. Hij speelde 39 wedstrijden voor TOP Oss, waarin hij zes keer de nul hield.

### Excelsior
Op 31 augustus 2022 werd bekend dat Alblas een contract voor één seizoen had getekend bij Excelsior, met een optie voor nog een jaar. Hij werd tweede keeper achter Stijn van Gassel. Hij maakte op 19 oktober in de bekerwedstrijd tegen MVV Maastricht (5-1 winst) als aanvoerder zijn debuut voor Excelsior. Op 28 maart 2024 kondigde Alblas aan dat hij na het seizoen zou stoppen als profvoetballer en aan de slag zou gaan als trainer. Dit vanwege een derde kruisbandblessure die hij op training had opgelopen. "Het opvallende was dat het de eerste twee keer mijn rechterknie was, nu is het de linker. Maar ik wist dus wel hoe het voelde. Nadat het gebeurd was, speelde direct door mijn hoofd om met keepen te stoppen."

## Carrièrestatistieken
| Seizoen | Club      | Competitie     | Competitie | Competitie | Beker | Beker | Totaal | Totaal |
| Seizoen | Club      | Competitie     | Wed.       | Dlp.       | Wed.  | Dlp.  | Wed.   | Dlp.   |
| ------- | --------- | -------------- | ---------- | ---------- | ----- | ----- | ------ | ------ |
| 2013/14 | Jong Ajax | Eerste divisie | 0          | 0          | —     | —     | 0      | 0      |
| 2014/15 | Jong Ajax | Eerste divisie | 8          | 0          | —     | —     | 8      | 0      |
| 2015/16 | Jong Ajax | Eerste divisie | 0          | 0          | —     | —     | 0      | 0      |
| 2016/17 | Jong Ajax | Eerste divisie | 22         | 0          | —     | —     | 22     | 0      |
| 2017/18 | Jong Ajax | Eerste divisie | 13         | 0          | —     | —     | 13     | 0      |
| 2018/19 | N.E.C.    | Eerste divisie | 5          | 0          | 1     | 0     | 6      | 0      |
| 2019/20 | N.E.C.    | Eerste divisie | 0          | 0          | —     | —     | 0      | 0      |
| 2020/21 | N.E.C.    | Eerste divisie | 22         | 0          | —     | —     | 22     | 0      |
| 2021/22 | TOP Oss   | Eerste divisie | 34         | 0          | 1     | 0     | 35     | 0      |
| 2022/23 | TOP Oss   | Eerste divisie | 3          | 0          | —     | —     | 3      | 0      |
| 2022/23 | Excelsior | Eredivisie     | 1          | 0          | 2     | 0     | 3      | 0      |
| 2023/24 | Excelsior | Eredivisie     | 0          | 0          | 3     | 0     | 3      | 0      |
| Totaal  | Totaal    | Totaal         | 108        | 0          | 7     | 0     | 115    | 0      |

## Interlandcarrière

### Nederland –20
Alblas werd op 4 september 2014 door bondscoach Remy Reynierse opgeroepen als vervanger van Timo Plattel in de selectie van het Nederlands Beloften voetbalelftal dat op 4 september 2014 een vriendschappelijk wedstrijd tegen Tsjechië zal spelen. Dit was voor Alblas de eerste keer dat hij geselecteerd was voor het Nederlands Beloften elftal. Alblas maakte vervolgens op 4 september 2014 zijn debuut voor het Nederlands Beloften elftal. In de wedstrijd tegen Tsjechië die met 1-0 werd verloren verving Alblas na rust Peter Leeuwenburgh. Alblas verving in de tweede helft Leeuwenburgh en hield zijn doel schoon.
| Interlands van Norbert Alblas Nederlands Beloftenelftal | Interlands van Norbert Alblas Nederlands Beloftenelftal | Interlands van Norbert Alblas Nederlands Beloftenelftal | Interlands van Norbert Alblas Nederlands Beloftenelftal | Interlands van Norbert Alblas Nederlands Beloftenelftal | Interlands van Norbert Alblas Nederlands Beloftenelftal |
| №                                                       | Datum                                                   | Wedstrijd                                               | Uitslag                                                 | Soort Wedstrijd                                         | Doelpunten                                              |
| Als speler bij AFC Ajax                                 | Als speler bij AFC Ajax                                 | Als speler bij AFC Ajax                                 | Als speler bij AFC Ajax                                 | Als speler bij AFC Ajax                                 | Als speler bij AFC Ajax                                 |
| ------------------------------------------------------- | ------------------------------------------------------- | ------------------------------------------------------- | ------------------------------------------------------- | ------------------------------------------------------- | ------------------------------------------------------- |
| 1.                                                      | 04-09-2014                                              | Nederland - Tsjechië                                    | 0 – 1                                                   | Vriendschappelijk                                       | 0                                                       |

### Jong Oranje
Op 29 oktober 2014 maakte bondscoach Remy Reijnierse bekend dat Alblas behoorde tot de 37-koppige voorselectie voor de vriendschappelijk wedstrijd tegen Jong Duitsland. Alblas werd echter niet opgenomen in de definitieve selectie.